# Vézère
Vézère je 192 km dolga reka v jugozahodni Franciji, desni pritok reke Dordogne. Izvira v severozahodnem delu Centralnega masiva, od tam teče proti jugozahodu  in se pri Le Bugueju izliva v Dordogne.
Dolina reke Vézère je znana po svojih jamskih sistemih (Lascaux), v katerih se nahajajo številne stenske slike in ostanki iz kamene dobe. Kot take jih je UNESCO leta 1979 razglasil za kraj svetovne dediščine.

## Geografija

### Porečje
- Soudaine
- Bradascou
- Corrèze
- Beune

### Departmaji in kraji
Reka Vézère teče skozi naslednje departmaje in kraje:
- Corrèze: Pérols-sur-Vézère, Bugeat, Treignac, Uzerche, Vigeois, Brive-la-Gaillarde, Larche
- Dordogne: Montignac, Terrasson-Lavilledieu, Les Eyzies-de-Tayac-Sireuil, Le Bugue.